# Coll de Fenerui
El Coll de Fenerui,o Collada de Fenerui, és una collada que es troba en límit dels termes municipals de la Vall de Boí i de Vilaller, a l'Alta Ribagorça; situada en el límit del Parc Nacional d'Aigüestortes i Estany de Sant Maurici i la seva zona perifèrica.
El coll està situat a 2.497,5 metres d'altitud, en la cresta que separa l'oriental Barranc d'Estany Roi de la Vall de Llubriqueto de l'occidental Barranc de Fenerui de Vall de Barravés; es troba entre el Pic de les Capceres d'Estany Roi (NNO) i Pic d'Estany Roi (SE).

## Rutes
- Vall de Llubriqueto: des del Pla de la Cabana, seguint per la Pleta del Pi, el Barranc d'Estany Roi i l'Estany Roi.
- Vall de Barravés: des del Pantà de Baserca pel Barranc de Fenerui.[2]